# Mapa kolejowa

Mapa linii kolejowych w Polsce

Mapa kolejowa – mapa, na której przedstawiono elementy infrastruktury kolejowej a także ich parametry, takie jak m.in. kategoria linii kolejowej, jej elektryfikacja, liczba torów, ich szerokość, organ zarządzający linią, klasy linii, maksymalne prędkości. Mapa może zawierać również takie elementy infrastruktury jak mosty i tunele. Istnieją mapy przedstawiające linie obecne w danej chwili, jak i występujące historycznie.
Dla potrzeb pasażerów istnieją również uproszczone schematyczne mapy aktualnie istniejących linii kolejowych, zawierające głównie informacje o przebiegu linii, liczbie torów, numerze w rozkładzie jazdy i położeniu stacji kolejowych